# Andrij Chimič
Andrij Ivanovyč Chimič (in ucraino Андрій Іванович Хіміч?; in russo Андрей Иванович Химич?, Andrej Ivanovič Chimič; Makiïvka, 14 dicembre 1937) è un ex canoista sovietico, dal 1991 ucraino.

## Palmarès

### Olimpiadi
- 1 medaglia:
  - 1 oro (Tokyo 1964 nel C2 1000 m)